# Sphaerotrochalus madibiranus
Sphaerotrochalus madibiranus är en skalbaggsart som beskrevs av Moser 1919. Sphaerotrochalus madibiranus ingår i släktet Sphaerotrochalus och familjen Melolonthidae. Inga underarter finns listade i Catalogue of Life.